# اورنامو

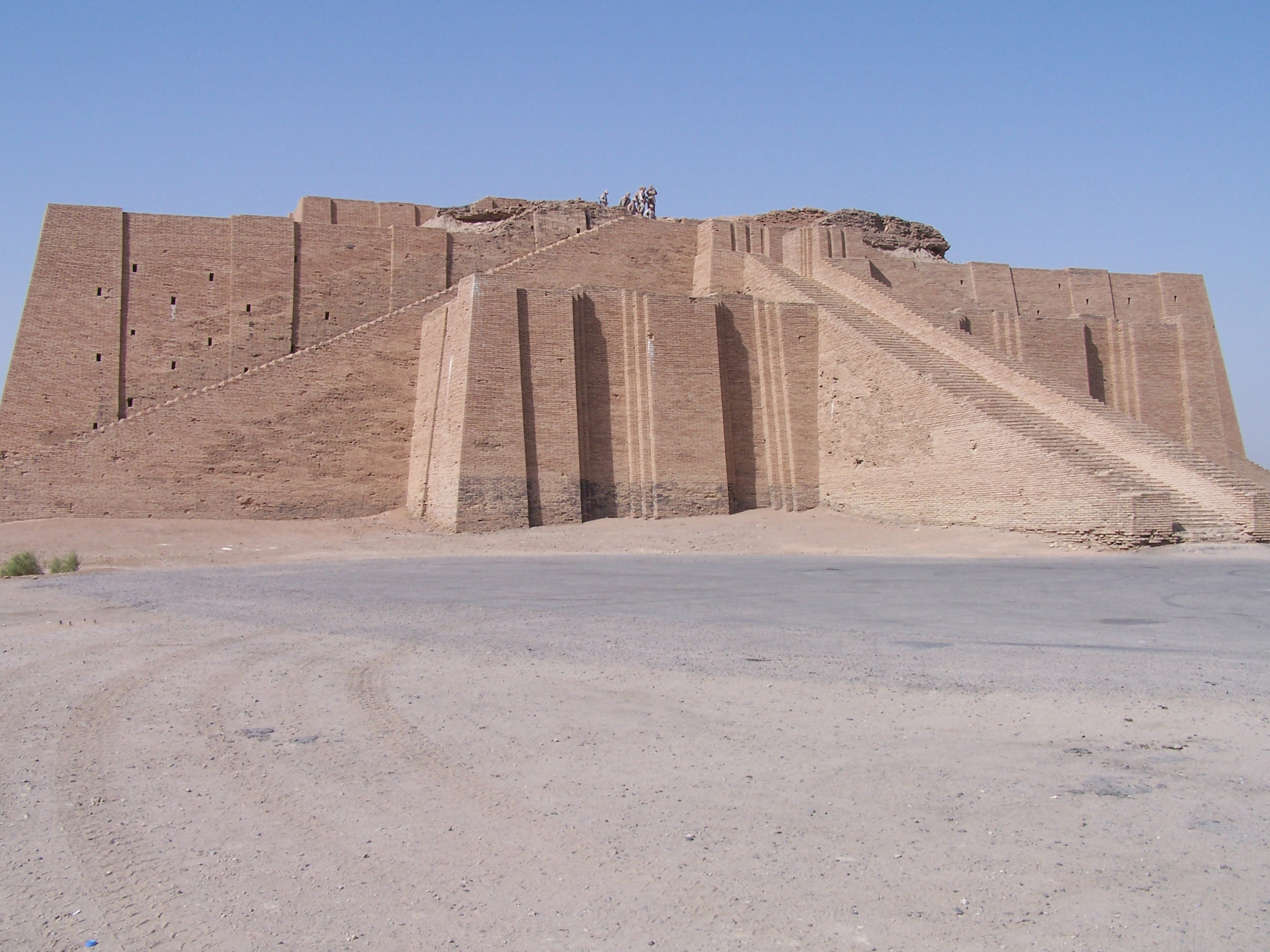
Ur-Nammu سازنده بزرگ زیگورات اور.

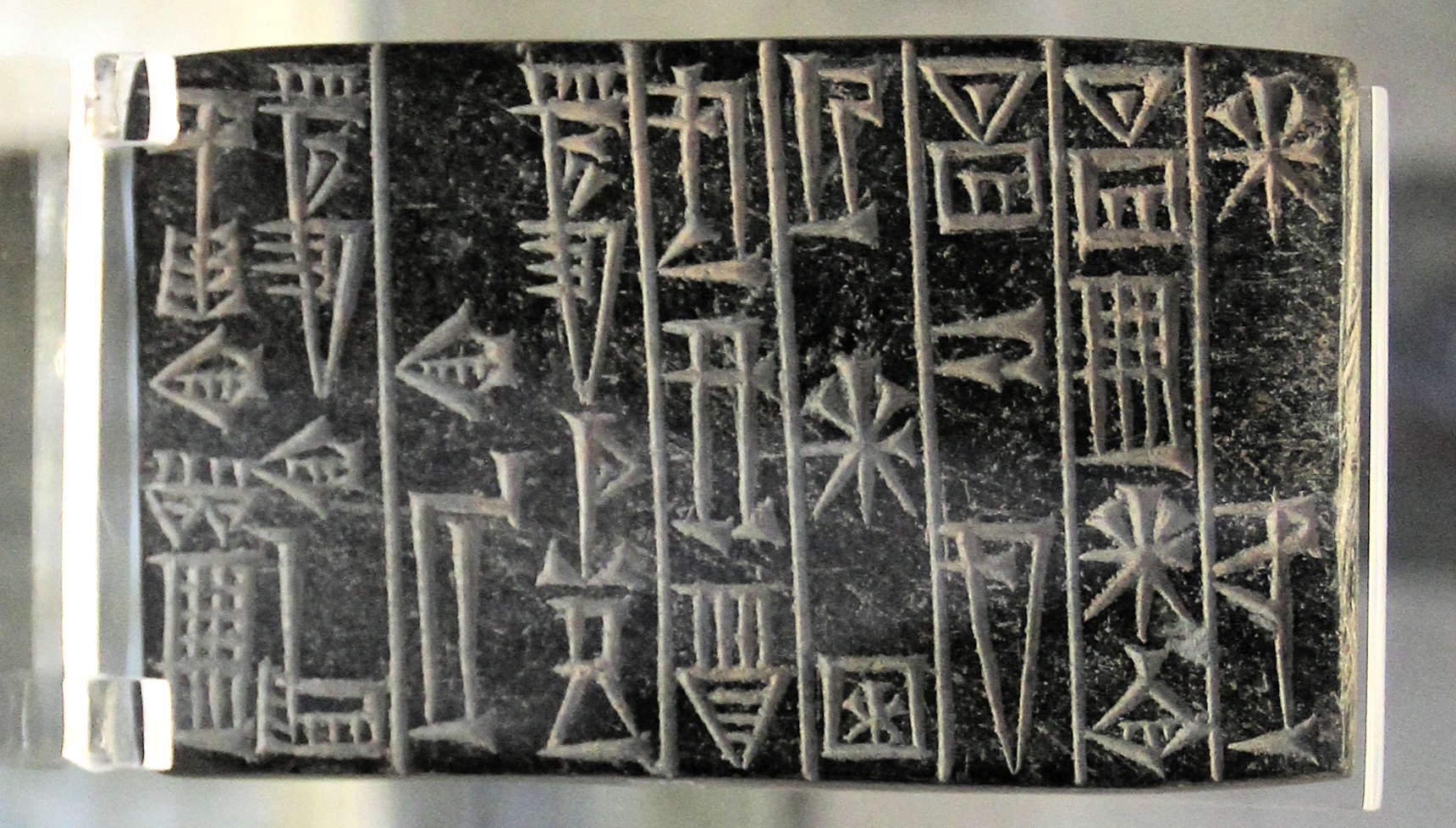
لوح تقدیم اور-نامو برای معبد اینانا در اوروک. کتیبه "برای بانویش اینانا، اور-نامو مرد قدرتمند، پادشاه اور و پادشاه سومر و اکد":
^{}اینانا.... "برای اینانا-"
Nin-e-an-na.... "اینانا,"
NIN-a-ni.... "برای بانویش"
اور-نامو.... "اور-نامو"
NITAH KALAG ga.... "مرد توانا"
LUGAL URIM KI ma.... "شاه اور"
LUGAL ki en gi ki URI ke.... "شاه سومر و اکد"

اور-نامّو یا اور-نامّا یا اور-اِنگور (۲۱۱۲–۲۰۹۵ پیش از میلاد) نام پادشاه سومری شهر اور در سده‌های بیست و دوم و بیست و یکم پیش از میلاد بود.
مهم‌ترین کار او گردآوردن قانون بوده‌است و این کهن‌ترین قانون جهان است که گردآمده، به دست ما رسیده‌است و ما از آن آگاهیم.
او بنیانگذار سومین دودمان پادشاهی اور در جنوب میانرودان بود. پیش از آن چندین سده اکدیان و گوتیان بر آن شهر فرمان رانده بودند. پس از فروپاشی امپراتوری اکد، سومر دستکم برای دوره‌ای کوتاه به مرحله شکوفایی بازگشت. در این زمان شاه اوروک به نام اوتو هنگال که دیگر شاهان سومر پشتیبانی‌اش می‌کردند – شورشی علیه جانشینان نوه سارگن اکدی به راه انداخت. در این شورش، اورنامو Ur-nammu جانشین شاه اوروک شد و کار آزادسازی را به سرانجام رسانید. این اورنامو سلسله‌ای را موسوم به سلسله سوم اور در واپسین سدهٔ هزاره سوم پ. م (۲۱۱۲–۲۰۰۴ پ. م) بنیان نهاد.
او هجده سال پادشاهی کرد. سرانجام در جنگ با گوتیان سپاهش او را تنها گذاشتند و او کشته شد. پس از او پسرش شولگی در سال ۲۰۹۵ پ.م. به پادشاهی رسید. یادواره او در قطعه‌ای به زبان سومری به جا مانده‌است.
او همچنین دستور به ساخت زیگوراتی به نام زیگورات بزرگ اور را داد. او همچنین به لاگاش لشکر کشید و اربابان پیشین خود در اوروک را نیز شکست داد. او سرانجام در نیپور تاجگذاری کرد. او کسی بود که در زمان پس از دوره گوتی‌ها راه‌ها و قانون را نگاه داشت.
اورنمّو (گاه این نام را اور ـ نمَّ Ur-d.Namma می‌نویسند) برنامه‌ای عمرانی را به اجرا درآورد که نوه‌اش امرسین Amar-Suen آن را به انجام رسانید. نخست، با دیوار و خندق شهر را از سه جهت محصور کرد و فقط یک راه خشکی برای شهر باقی‌ماند. سپس سلسله بناهایی را پیرامون زیگوارت ساخت یا تعمیر کرد. وی چند انبار و پرستشگاه بنا کرد و کاخ و چند مقبره سلطنتی ساخت. اور-نامو چندین یادمان سنگی هم ساخت که بهترین آن‌ها یادمان جنگ و صلح است که در مقبره وی یافت شده‌است.